# Asperula arcadiensis
Asperula arcadiensis là một loài thực vật có hoa trong họ Thiến thảo. Loài này được Sims mô tả khoa học đầu tiên năm 1820.